# Diniz Dias
Diniz Rodriguez Dias (São Luiz das Missões, 1825 – Cruz Alta, 15 novembre 1892) è stato un ufficiale brasiliano, colonnello della Guardia Nazionale.

## Biografia
Figlio del tenente Francisco José Dias e Anna Candida Rodrigues, ha sposato Josephina Lucas Annes, dalla quale ha avuto sette figli. È il suocero di Rodolfo Gustavo da Paixão.
Fu un eroe della campagna orientale e della guerra del Paraguay.
Per i servizi rilevanti resi alla patria, gli fu conferito il titolo nobiliare di barone di São Jacob, concesso il 14 aprile 1883.
Fu fondatore della Colonia Militare dell'Alto Uruguai nel 1879 e capo del Partito Liberale.
Suo figlio, Diniz Dias Filho, era uno dei proprietari della compagnia di colonizzazione Dias e Fagundes, responsabile del trasporto di immigrati tedeschi e italiani nel comune di Ibirubá, nel Rio Grande do Sul.